# Itako (Schamanismus)

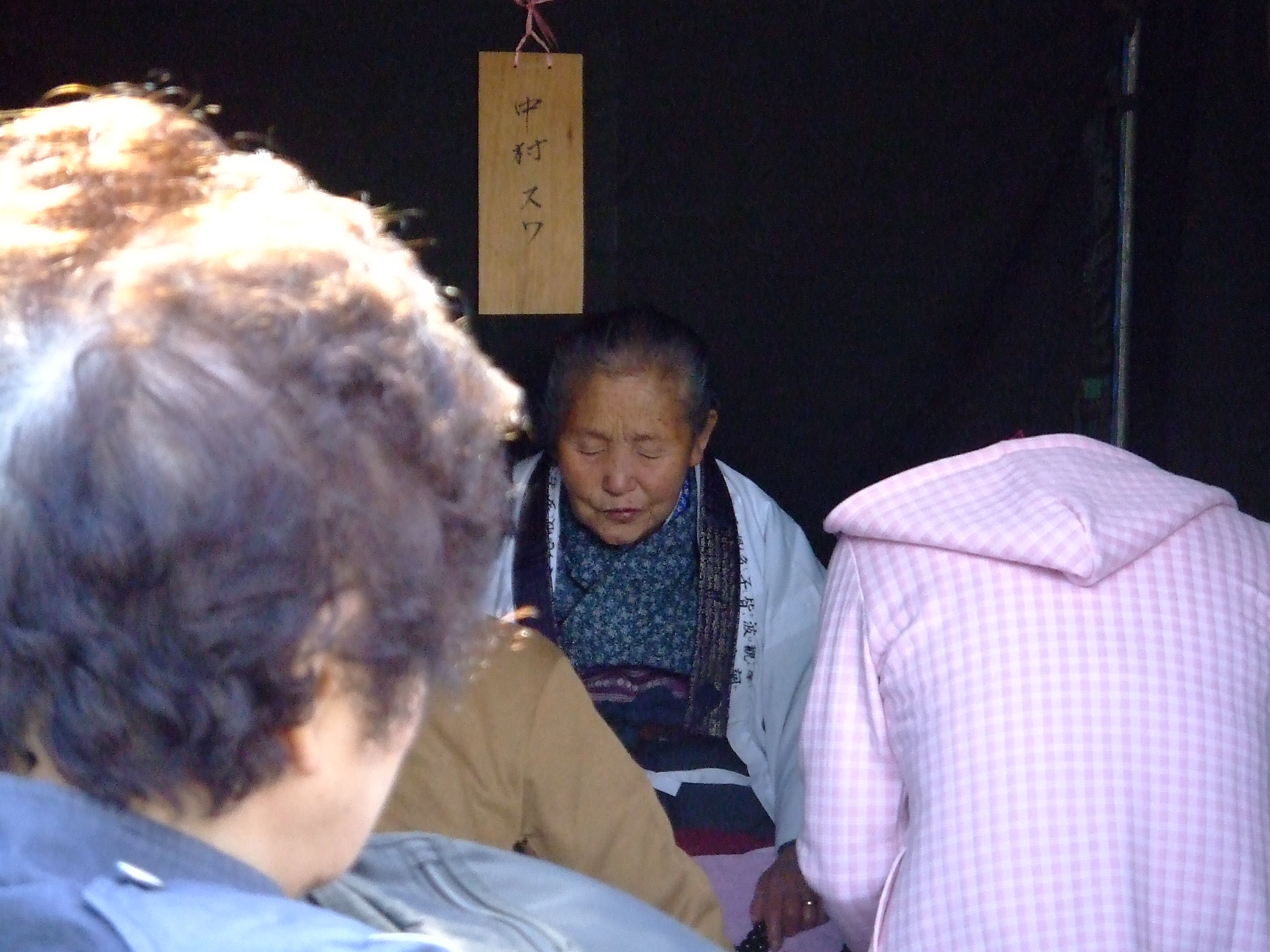
Eine Itako bei einem Ritual am Berg Osore-zan

Itako (jap. イタコ) ist eine blinde Schamanin in der Region Tōhoku in Japan. Mit Hilfe eines Rituals namens Kuchiyose (口寄せ, „Mundherbeirufung“) werden die Geister der Toten, der Ikiryō (Seelen von Lebenden, die ihren Körper verlassen haben), der Kami des Shintō und Buddhismus usw. herbeigerufen, im eigenen Körper aufgenommen und ihnen dadurch eine Stimme gegeben. Itako sind zwar meist mit bestimmten Tempeln oder Schreinen assoziiert, jedoch keiner Religion explizit zugeordnet.
Für das Ritual benötigt die Schamanin drei Hilfsmittel: den mit einem Stöckchen auf die Saite geschlagenen einsaitigen Musikbogen azusa yumi, den Rosenkranz irataka-juzu und eine Figur der Volksgöttin Oshirasama.
Alljährlich kommen zwischen dem 20. und 24. Juli während des Osore-zan-Taisai in Mutsu im Itako-machi („Itako-Viertel“) viele Itako in Zelten zusammen und bieten ihre Dienste an.